# Savez njemačkih djevojaka
Savez njemačkih djevojaka (njem. Bund Deutscher Mädel; BDM) bio je ženski ogranak mladeži NSDAP-a, Hitlerjugenda. U to je vrijeme bio jedina legalna ženska udruga mladeži u Trećem Reichu.
Savez se prvotno sastojao od dviju grana, "Saveza mladih djevojaka" (njem. Jungmädelbund, za djevojčice između 10 i 14 godina) te "Saveza pravih djevojaka" (za djevojčice i djevojke od 14 do 18 godina). 1938. godine otvorena je treća sekcija organizacije, "Društvo vjere i ljepote" (njem. Werk Glaube und Schönheit) u koju su se mogle dobrovoljno učlaniti djevojke od 17 do 21 godine.
S kapitulacijom Trećeg Reicha 1945. godine organizacija je de facto prestala postojati. Saveznici su organizaciju proglasili neustavnom prema članku 86 njemačkog kaznenog zakona.

## Trening i indoktrinacija
Čelni ljudi BDM-a za indoktrinaciju koristili su druženja u kampovima (zimski i ljetni), folklorizam, traciciju i sportske aktivnosti. Žene su kroz ove procese učile kako biti odana i vjerna nacistička žena, majka i kućanica. U večernjim satima održavali su se kućni treninzi, a subotama su se održavali treninzi na otvorenom. Smisao ovih aktivnosti bila je promocija zdravlja kako bi žene mogle odano služiti domovini. Djevojčice su učile o Njemačkoj povijesti, nacističkim praznicima te o životu Adolfa Hitlera. Jedan od fokusa organizacije bilo je učenje mladih djevojaka kako da izbjegnu "rasno onečišćavanje društva", odnosno indoktrinaciju i uvjeravanje kako su druge rase "nečiste" te da im budući muževi moraju bit "arijske rase".
BDM je odobravao i poticao stav da se djevojčice moraju suprotstavljati svojim roditeljima ako ih isti tjeraju na radnje koje nisu u skladu s onim što ih je organizacija naučila. Propagandni film Der Giftpliz prikazivao je mladu djevojku koja se usprotivila vlastitim roditeljima jer su je na pregled htjeli poslati kod liječnika koji je bio Židov.

## BDM tijekom Drugog svjetskog rata
Početak rata promijenio je ulogu BDM-a, ali ne toliko radikalno kao što se promijenila uloga Hitlerjugenda. Mlade djevojke prikupljale su donacije za rat u obliku novca, odjeće, obuće i medicinskih pomagala (lijekovi, higijenska oprema i drugo). BDM-ovi zborovi i glazbene skupine pjevali su ranjenim vojnicima po bolnicama, a čak su znali otići na bojišnicu. 
Starije djevojke volontirale su kao medicinske sestre u bolnicama i mobilnim stacionarima u koje su se dovodili ranjenici. 1943. godine nakon Savezničkih zračnih napada na Reich mnoge djevojke iz BDM-a pridružile su se nacističkim vojnim i paravojnim postrojbama te su sudjelovale u logističkim i potpornim dijelovima ratnih operacija. Veliki broj starijih djevojaka nacističke mladeži poslan je u Poljsku kako bi educirale Poljake o pravilima ponašanja i njemačkim zakonima te kako bi im davale jezičnu naobrazbu (dio germanizacije Poljske).